# Síndrome de Müller-Weiss
El síndrome de Müller-Weiss, también llamado osteocondritis del escafoides, es una enfermedad poco frecuente que afecta al hueso escafoides del pie o hueso navicular. Es un tipo de osteonecrosis aséptica que debe diferenciarse de la enfermedad de Köhler. El nombre hace referencia a los autores de la primera descripción en 1927, el ortopedista alemán Walther Müller (1888-1949) y el radiólogo vienés Konrad Weiss (1891-1976).

## Causas
Se desconoce la causa exacta que produce la enfermedad. El origen más probable del mal es una disminución del aporte sanguíneo al hueso escafoides del pie que se puede ver favorecido por numerosas circunstancias, entre ellas el tabaquismo, uso de corticosteroides, enfermedades reumatológicas o de la sangre, presión crónica mantenida sobre el hueso escafoides del pie, pequeñas fracturas por estrés en el hueso que inicialmente pasan desapercibidas y traumatismos repetidos en la región.

## Manifestaciones clínicas
La enfermedad suele presentarse en la edad adulta, siendo la incidencia más alta en mujeres de entre 40 y 60 años. El síntoma principal es la existencia de dolor crónico en la porción media y posterior del pie. El dolor empeora con la actividad física  y si se permanece en posición de pie largos periodos. El cuadro tiende a empeorar progresivamente con el paso del tiempo y puede provocar dificultad para la marcha, hinchazón, deformidades posicionales del pie y rigidez de las articulaciones, lo cual causa limitaciones de la movilidad.

## Diagnóstico
Los rayos X muestran un allanamiento pronunciado del hueso navicular con un aparente desplazamiento medial y posterior. Un diagnóstico precoz es posible mediante la resonancia magnética.

## Patología
Un trastorno circulatorio focal conduce a la necrosis de la sección ósea insuficiente. Después de los procesos de remodelación, suele existir una cicatrización de defecto con deformación del hueso.